# Аполо 18
Аполо 18 (на английски: Apollo 18) е планирана, но отменена мисия за кацане на Луната. Причина за отмяната: решението на НАСА за създаване на дълговременна орбитална станция „Скайлаб“ със средствата и финансирането на трите последни лунни мисии.

## Програма на мисията
Аполо 18 е трябвало да се прилуни в района на кратера Gassendi през юли 1973 г. Мисията е отменена от Конгреса на САЩ на 11 март 1970 г.

## Екипаж
Доналд Слейтън, като полетен директор на НАСА решил, че последните мисии трябва да бъдат също толкова ефективни и безопасни, колкото и предишните. Същевременно той желаел да даде възможност на астронавти, които не били участвали в космически полети, да осъществят такива. В тази връзка Слейтън планирал да назначи за командири на последните три мисии пилотите на лунни модули от предишни полети Фред Хейз, Едгар Мичъл и Джеймс Ъруин. Те трябвало да бъдат и първите хора с две кацания на Луната. По-късно по различни причини била наложена ротация на астронавтите, поради което основният екипаж на Аполо 18 придобил следния вид:

### Първоначален екипаж
| Пост                     | Астронавт                           |
| Командир                 | Ричард Гордън два космически полета |
| Пилот на командния модул | Ванс Бранд                          |
| Пилот на лунния модул    | Джо Енгъл                           |

### Основен екипаж
| Пост                     | Астронавт                           |
| Командир                 | Ричард Гордън два космически полета |
| Пилот на командния модул | Ванс Бранд                          |
| Пилот на лунния модул    | Харисън Шмит                        |

След като станало ясно, че Конгресът на САЩ почти сигурно няма да финансира последните три мисии от Лунната програма, НАСА решила, че е необходимо Луната да бъде посетена и от един учен – геолог, а не само от военни пилоти – изпитатели. Във връзка с това д-р Харисън Шмит бил зачислен като пилот на лунния модул в екипажа на Аполо 17, а Джо Енгъл заел неговото място в Аполо 18, без да имал практически шансове за стъпване на лунната повърхност.

## История
Първоначално НАСА планирала 15 полета на ракетата – носител Сатурн V. Респективно били произведени петнадесет такива ракети. След като СССР започнал в края на 60-те години създаването на орбитални космически станции, САЩ решили, че е редно и те да притежават такава. В съответствие с това НАСА преустроила една от произведените ракети (получила се станцията „Скайлаб“), втората (в модифициран вариант Сатурн INT-21) била предвидена за извеждането на тежката над 77 тона (непосилна задача за ракетата – носител Сатурн IB) станция на околоземна орбита, третата оставала резерв (в случай на неуспешно изстрелване), а последните три полета от програмата Аполо били отменени. Първи бил отменен Аполо 20, още на 4 януари 1970 г. След това на 11 март 1970 г. били отменени Аполо 18 и Аполо 19. На 2 септември 1970 г. администрацията на Президента на САЩ Ричард Никсън, поискала от НАСА да отмени всички полети от Аполо 15 нататък. Към този момент от всичките 49 действащи астронавти на САЩ, 35 били в различни стадии на подготовка за изпълнение на пилотирани полети до Луната. Започнали безкрайни преговори, най-вече финансови (по това време САЩ участвали във виетнамската война, а икономическото състояние на страната не било блестящо), докато най-накрая през август 1971 г. шефът на президентската администрация Каспър Уайнбъргър и ръководителите на НАСА постигнали компромис: Аполо 16 и 17 ще се състоят, но Аполо 18, 19 и 20 се отменят завинаги.

### Пояснение
И все пак, състоял ли се е полетът на Аполо 18? Немалка част от историците, занимаващи се с историята на космонавтиката, обозначават като Аполо 18 последния полет на този космически кораб през 1975 г. Във връзка с това е необходимо да се поясни, че НАСА никога не е присвоявала пореден номер на този полет. Така последният полет на Аполо, състоял се от 15 до 24 юли 1975 г., е официално отбелязван като Експериментален полет Аполо - Союз (на английски: ASTP – Appolo Souz Test Project), а не като Аполо 18.